# بيانكا بري
بيانكا بري وإسمها الحقيقي هو بيانكا فان فارنبيرغ، هي ممثلة أمريكية بلجيكية ولدت في 17 أكتوبر 1990 في كاليفورنيا، وهي ابنة الممثل الشهير جان كلود فان دام وزوجته لاعبة كمال الأجسام غلاديس بورتوغيز [الإنجليزية] وشقيقة كل من كريستوفر فان فارنبرغ (مواليد 1987) و نيكولاس فان فارنبرغ (مواليد 1995)، إشتركت في تمثيل عدة أفلام أكشن مع والدها مثل ألعاب الاغتيال في 2011 و ست رصاصات.

## وصلات خارجية
- بيانكا بري على موقع IMDb (الإنجليزية)
- بيانكا بري على موقع روتن توميتوز (الإنجليزية)
- بيانكا بري على موقع ألو سيني (الفرنسية)
- بيانكا بري على موقع قاعدة بيانات الفيلم (الإنجليزية)

- بيانكا بري على قاعدة بيانات الأفلام على الإنترنت